# Банахао
Банахао — вулкан, расположен на острове Лусон на границе провинций Лагуна и Кесон, Филиппины.
Банахао является комплексом вулканов, высшая точка которого достигает 2158 метров. Находится в 80 километрах к юго-востоку от Манилы и является самой высокой горой в данном районе. Рядом расположены две молодые вулканические горы, которые образовались в результате деятельности Банахао — стратовулканы Сан-Кристобаль (1470 м.) и Лукбан (1875 г.). В комплекс входят также маары, вулканические купола. Сложены андезитами и дацитами.
В настоящее время заметна фумарольная активность. В современный период были нередки мощные камнепады, объём обломочного материала составлял около 5 км³ и составляет 8 километров в ширину на высотах от 1700 до 650 метров на расстояние до 26 километров, вплоть до побережья острова. В начале XVIII века на склоне вулкана образовалось озеро, которое впоследствии оказалось одним из катализаторов формирования селевых потоков, которые происходили в 1743, 1843, 1909 годах.
Вулканической деятельности в историческое время не зафиксировано, но на склонах вулкана находится около десятка горячих источников.